# Плотниково (Бакчарский район)
Пло́тниково — посёлок в Бакчарском районе Томской области, Россия. Административный центр Плотниковского сельского поселения.
Население — ↗665 (2021).

## География
Село расположено у трассы Р399 на самом востоке Бакчарского района, у административной границы с Шегарским районом. Через населённый пункт протекает река Икса. В нескольких сотнях метрах выше по течению Иксы в неё впадает речка Ярушка. Расстояние до Бакчара — 77 км на восток.

## История
Посёлок основан в 1920 году как заимка. На 1926 год в Плотникове проживало всего 22 человека. Через несколько лет Плотниково объединилось с ещё двумя близлежащими заимками — Екимовкой (Акимовкой) и Калуцкой (основаны в 1907 и 1920 гг. соответственно). В то время они входили в состав Богородского района (ныне Шегарский).
В 1924 г. началось (силами спецпереселенцев и ссыльных) строительство тракта, соединившего Шегарку с Парабелью. Строительство дороги способствовало росту населения. Пятью годами позже в Плотникове открылась школа, куда приезжали на учёбу дети и из соседних населённых пунктов. В 1934 г. открылась промартель, годом позже — ещё коллективное хозяйство «Таёжный передовик» (выращивание хлеба, льна, коневодство, овцеводство) и пасека.
В 1950 году все окрестные колхозы объединились в один. В начале 1950-х годов в посёлок провели телефонную связь. В 1970-е — 1980-е годы были построены дворец детского творчества, новая школа, больница со стационаром, появились новые магазины, открылись столовая и кафе. В 1988 г. была проложена дорога с асфальтовым покрытием до Бакчара и до Томска.

## Население
| 2002 | 2010 | 2012 | 2013 | 2014 | 2015 | 2021 |
| ---- | ---- | ---- | ---- | ---- | ---- | ---- |
| 719  | ↘639 | ↘627 | ↘615 | ↘603 | ↘596 | ↗665 |

## Местное самоуправление
Глава поселения — и. о. Синовец Анастасия Владимировна.

## Социальная сфера и экономика
В деревне работают средняя общеобразовательная школа, библиотека, фельдшерско-акушерский пункт и сельский дом культуры.
Действуют несколько частных предпринимателей, работающих в сфере сельского хозяйства (в том числе, выращиванием зерновых и лесозаготовкой, производством мясных и хлебобулочных изделий) и розничной торговли, работают кафе.